# Schistura kohchangensis
Schistura kohchangensis är en fiskart som först beskrevs av Smith, 1933.  Schistura kohchangensis ingår i släktet Schistura och familjen grönlingsfiskar. IUCN kategoriserar arten globalt som otillräckligt studerad. Inga underarter finns listade i Catalogue of Life.